# Тырин, Георгий Михайлович
Георгий Михайлович Тырин (1918 — 16 октября 1944) — командир тяжёлого танка МК-4 15-го гвардейского танкового полка прорыва 8-й гвардейского танкового корпуса 40-й армии Воронежского фронта, гвардии старшина. Герой Советского Союза (1944).

## Биография
Родился в 1918 году в деревне Замошье (ныне — Новодугинского района Смоленской области). Русский. Член ВКП(б) с 1942 года. Окончил 7 классов и курсы механизаторов в Липецке. Работал в своем колхозе.
В ноябре 1938 года был призван в Красную Армию Новодугинским райвоенкоматом. Окончил танковую школу и во время войны с Финляндией 1939—1940 годов участвовал в боях на Карельском перешейке.
Участник Великой Отечественной войны с июня 1941 года. Принимал участие в боях на Юго-Западном, Южном, Западном, Северо-Кавказском и Воронежском фронтах. Был трижды ранен. Особо отличился при освобождении Украины осенью 1943 года.
Преследуя отступающего противника, танк гвардии старшины Тырина первым ворвался в посёлок Липовая Долина, районный центр Сумской области и вышел к переправе через реку Хорол. Появление советской боевой машины было полной неожиданностью для противников, они даже не успели взорвать мост. Выскочив из танка, Тырин перерезал провода, идущие к зарядам взрывчатки, и отвёл машину в укрытие. Все попытки противников вернуть переправу или хотя бы уничтожить её были отбиты гвардейцами. Танкисты выстояли до подхода наших подкреплений и сохранили мост для советских войск. Их мужество и решительность способствовали успешному наступлению на этом участке фронта.
В районе населённого пункта Петриевки, отбивая контратаку противника, экипаж Тырина уничтожил 2 средних танка и один тяжёлый «тигр». В ходе боя танкисты прорвались к дороге, по которой двигались вражеские обозы. Огнём и гусеницами они уничтожил 3 грузовые автомашины, 3 пулемётные точки вместе с расчётами, тягач с боеприпасами, 5 повозок и более 25 солдат и офицеров.
Вместе со своей частью вышел к Днепру южнее Киева. 25 сентября 1943 года гвардии старшина Тырин в числе первых в полку переправился через Днепр в районе села Великий Букрин. В ожесточённом бою на правобережном плацдарме боевая машина Георгия Тырина первой врывалась в населённые пункты Белый Букрин, Малый Букрин, Ходоров и, уничтожая заслоны захватчиков, расчищала путь пехотным подразделениям. В боях за расширение плацдарма экипаж Тырина подбил 3 танка, уничтожил 2 автомашины с солдатами и захватил в плен двух противников. Доставленные в штаб части, они дали нашему командованию ценные сведения.
Указом Президиума Верховного Совета СССР от 3 июня 1944 года за мужество и героизм в боях при форсировании Днепра и удержании плацдарма гвардии старшине Тырину Георгию Михайловичу присвоено звание Героя Советского Союза с вручением ордена Ленина и медали «Золотая Звезда».
16 октября 1944 года гвардии младший лейтенант Тырин погиб в бою за освобождение Литвы. Похоронен на центральной площади местечка Салантай, Литва.
Награждён орденами Ленина, Красного Знамени, Отечественной войны I степени.

## Награды и звания
- Герой Советского Союза (3.6.1944).
- Орден Ленина
- Медаль "Золотая Звезда"
- Орден Красного Знамени
- Орден Отечественной войны I степени

## Память
- Аллея "Смоляне — Герои Советского Союза, Герои Российской Федерации, Полные кавалеры ордена Славы" (Смоленск), у Смоленской крепостной стены.
- В Марьина Горка (Беларусь). Мемориал в честь 8-й Гвардейской Краснознаменной танковой дивизии. Один из памятных знаков посвящён Герою.

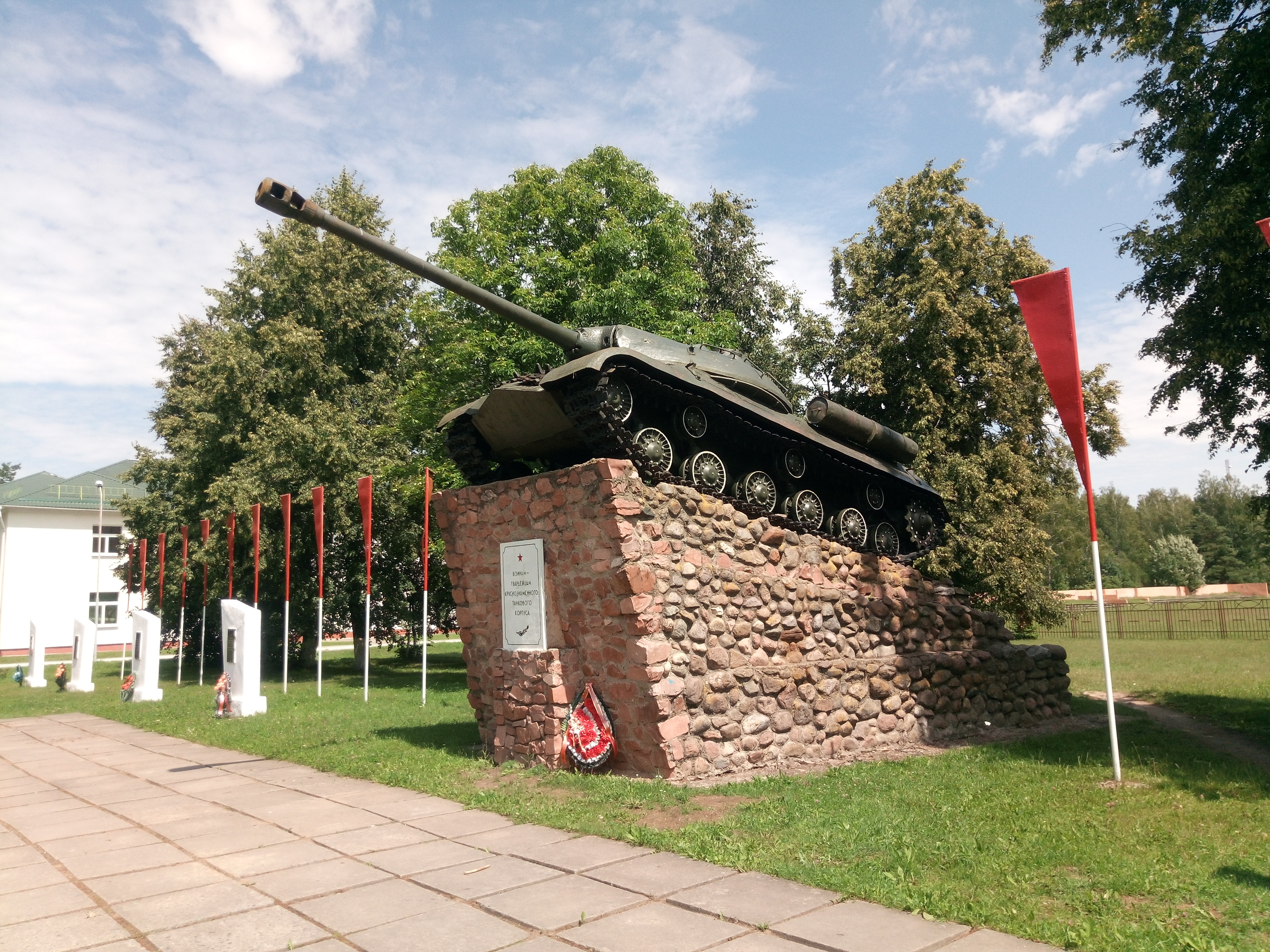
Марьина Горка. Памятник воинам-гвардейцам Краснознамённого танкового корпуса.
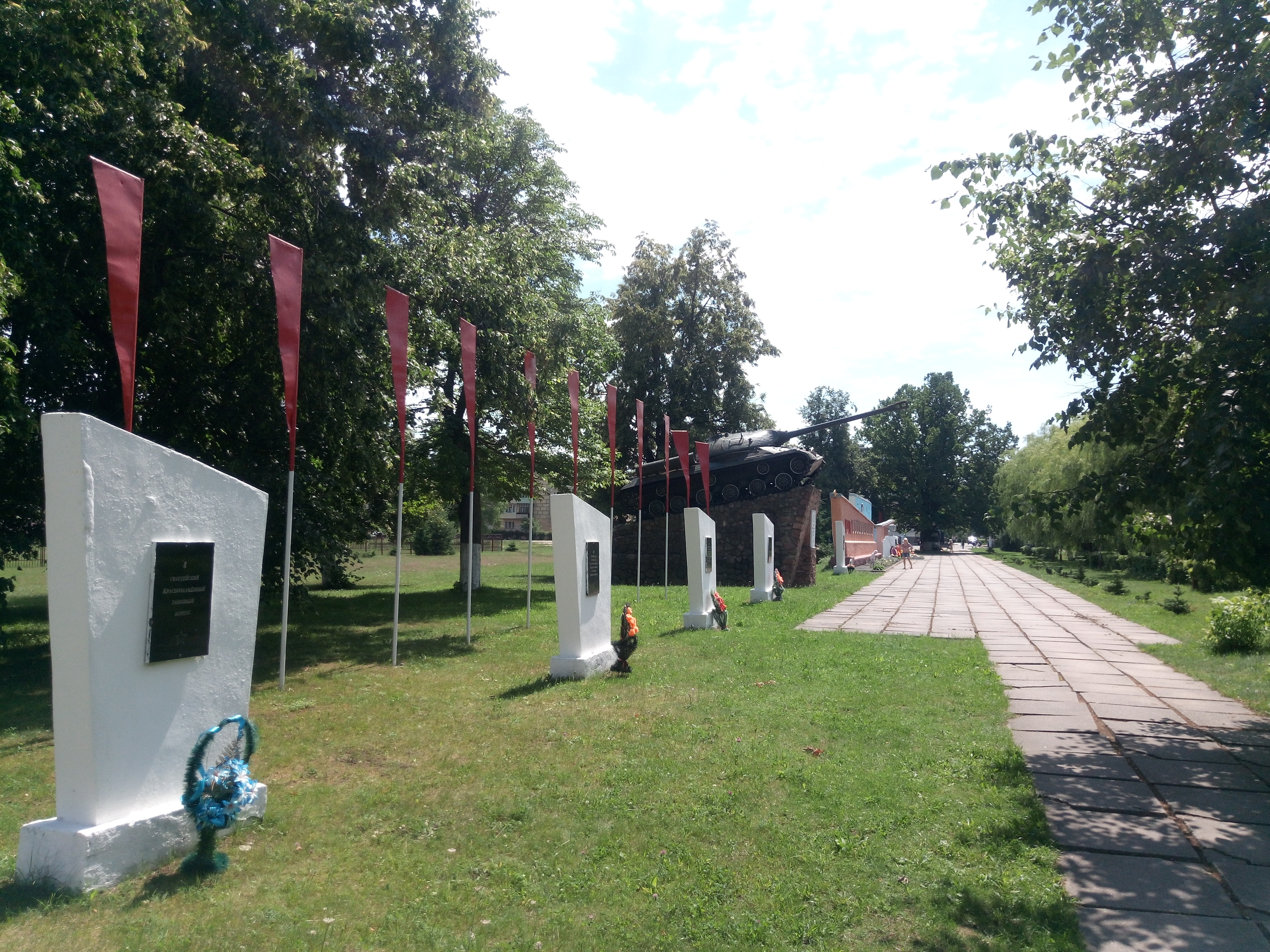
Марьина Горка. Мемориал 8-й танковой дивизии.
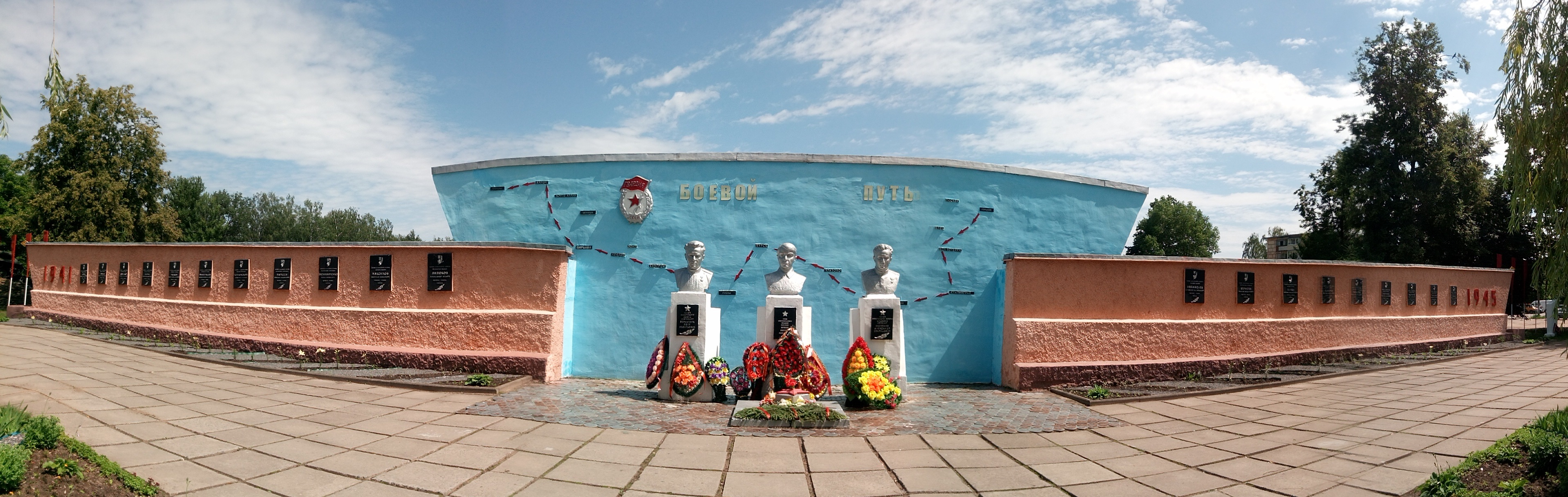
Марьина Горка. Мемориал 8-й танковой дивизии.
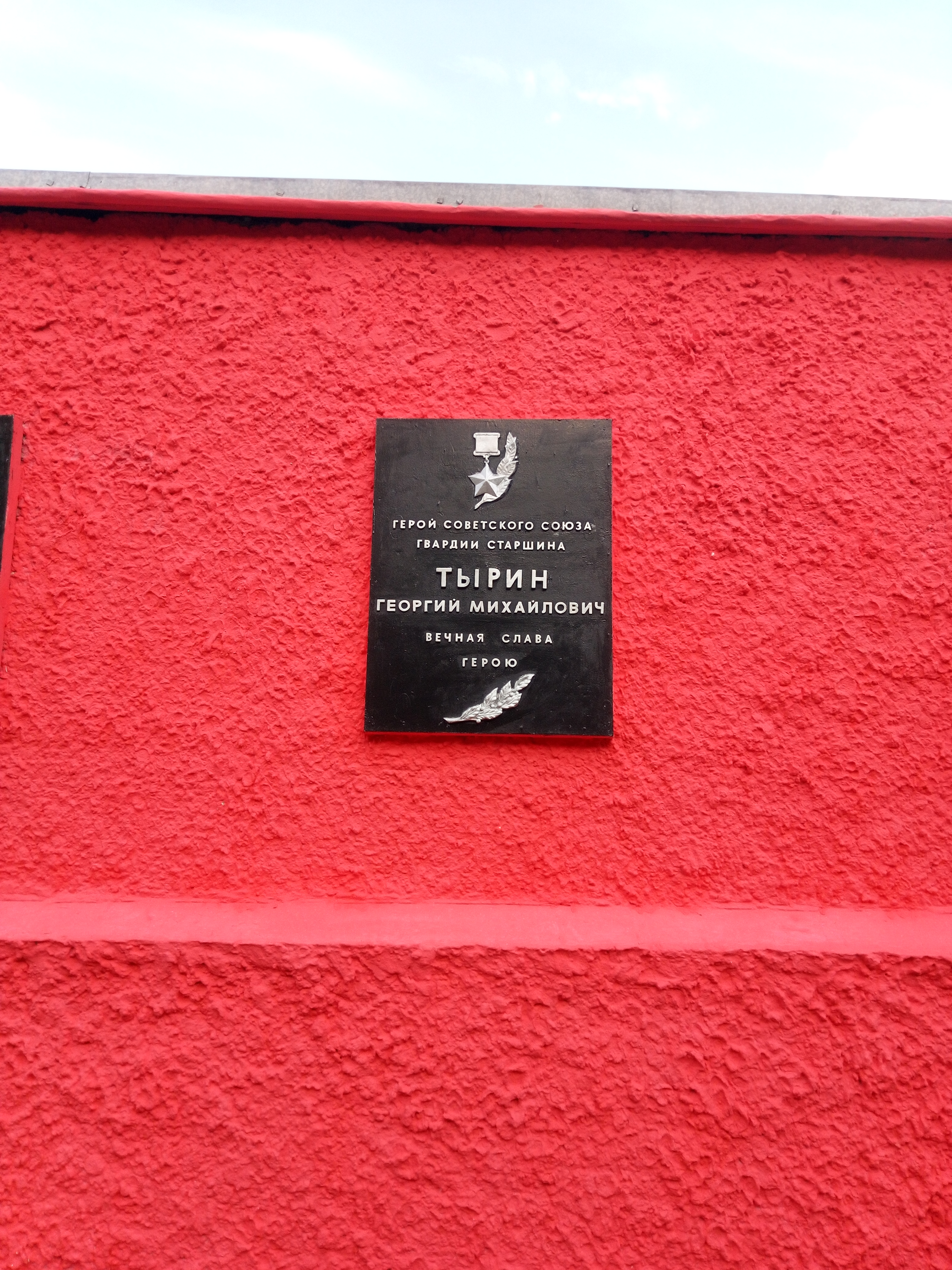
Марьина Горка. Мемориал 8-й танковой дивизии. Памятная доска.